# Kevin Systrom
Kevin Systrom (născut 30 decembrie 1983) este un programator și antreprenor american pentru calculatoare. El a co-fondat Instagram, cel mai mare site de distribuire de fotografii din lume, împreună cu Mike Krieger.
Systrom a fost inclusă pe lista celor mai bogați antreprenori sub 40 de ani din 2016.
În cadrul Systrom în calitate de CEO, Instagram a devenit o aplicație în creștere rapidă, cu 800 de milioane de utilizatori lunari din septembrie 2017.
El și-a dat demisia din funcția de CEO al Instagram pe 24 septembrie 2018.

## Legături externe
- Kevin Systrom pe Instagram
- Kevin Systrom pe Twitter
- Kevin Systrom pe LinkedIn